# BurnCase 3D
BurnCase 3D ist eine Software, welche dazu dient, auf dem Computer Verbrennungsverletzungen an einem 3D-Modell zu dokumentieren. Die Software arbeitet dabei mit einer Genauigkeit von einem Quadratzentimeter. Die Software arbeitet nach dem Client-Server-Modell, welches erlaubt, die Verbrennungsdaten auf einem zentralen Server zu speichern, um die Daten an allen Rechnern im Netzwerk verfügbar zu haben. Ein Vorteil der Software ist die genauere Bestimmung des Anteils der verbrannten Körperoberfläche.
Es wurde an der Johannes-Kepler-Universität Linz entwickelt.

## Berechnung
Für diese Berechnung der verbrannten Körperoberfläche verwendet das System eines von mehreren vorgefertigten dreidimensionalen Standardmodellen, welche die Grundtypen der körperlichen Staturen in unterschiedlichen Altersstufen repräsentieren.
Die Software wählt das am besten zum Patienten passende Standardmodell und adaptiert es unter Berücksichtigung von bekannten medizinischen Körperoberflächenformeln und Parametern wie Geschlecht, Alter, Körpergröße und Körpergewicht bestmöglich an den realen Patienten.
Für die Ausdehnung der Standardmodelle an diese Parameter wurden allen anatomischen Körperregionen Ausdehnungsfaktoren zugewiesen, die der Körpermassenverteilung bei Gewichtszunahme entsprechen.

## Funktionsweise
Für die eigentliche Dokumentation muss nun die Projektion des dreidimensionalen Raums auf eine zweidimensionale Ebene nicht mehr vom Mediziner durchgeführt werden. Diese Tätigkeit wird von der Software übernommen, somit kann das Einzeichnen mit Standardeingabegeräten direkt auf dem dreidimensionalen Modell erfolgen.
Zusätzlich bietet BurnCase 3D die Möglichkeit eines umfassenden Fotoarchivs, mit dessen Hilfe digitale Fotos vom Patienten direkt auf die entsprechende anatomische Körperregion am 3D-Modell zugeordnet werden können. Dadurch erhält der Arzt eine anatomische Landkarte der verletzungsrelevanten Fotos, zugeordnete Fotos werden durch einen Pin angezeigt.
Um die Genauigkeit und Objektivität noch weiter zu erhöhen, können Bilder des Patienten über das dreidimensionale Modell geblendet werden. Dadurch wird eine visuelle Rückmeldung über die Korrektheit von Position und Größe der eingezeichneten Wundareale ermöglicht.
Durch eine Kombination dieser Bildüberblendung mit modernen Verbrennungstiefenmessverfahren, wie z. B. Laser-Doppler (Moore) oder Lichtspektrumsanalyse (Delphi-Optics) kann selbst die Klassifikation der Verbrennungstiefe objektiviert werden.
Durch unterschiedliche Farb- und Mustercodierungen können in BurnCase 3D Verbrennungsgrade, operative Prozeduren, Verbandsdokumentation oder Pflegeanweisungen zu beliebigen Zeitpunkten auf dem dreidimensionalen Modell eingezeichnet und somit vollständig dokumentiert werden.

### Berechnung
Nachdem der Arzt auf dem dreidimensionalen Modell die Oberflächen eingezeichnet hat, berechnet das Softwaresystem die wichtigsten für eine Verbrennungsbehandlung relevanten Werte, wie zum Beispiel die gesamte tiefgradige Verbrennungsoberfläche, den BMI (Body Mass Index) oder die erforderlichen Flüssigkeitsmengen nach Parkland.
Weiters erfolgt automatisch eine vollständige Dokumentation (Codierung) der gesamten Verletzungen in internationale Codierungen, welche ohne BurnCase 3D in langwieriger, meist unvollständiger und fehleranfälliger Arbeit manuell durch das medizinische Personal durchgeführt werden muss.

### Schnittstellen
Zusätzlich zur grafischen Eingabe können in BurnCase 3D auch patienten- und fallbezogene Daten erhoben werden. Die patientenbezogenen Daten sind an die bestehenden Standardschnittstellen in Krankenhausinformationssystemen angepasst. Die zu erhebenden Daten basieren auf bestehenden Standards wie Health Level 7 und National Trauma Registry of the American College of Surgeons und bieten so eine umfassende Erhebung des Krankheitsverlaufs. Die National Trauma Registry der Amerikaner wurde an die europäischen Bedürfnisse angepasst. Durch diese Datenerfassung werden auch die erforderlichen Daten für Komplikationsstatistiken und für die Bestimmung der klinischen Komplexitätslevels und Resultate abgedeckt. Weiters sind auch alle im DRG (Diagnosis Related Groups) neben ICD (International Statistical Classification of Diseases and Related Health Problems) und OPS (Operationen- und Prozedurenschlüssel) enthaltenen zusätzlichen Daten durch diese Datenerfassung abgedeckt.

## Verwendung und Entwicklung
BurnCase 3D wird zurzeit in neun Kliniken in Europa und den USA eingesetzt und ständig weiterentwickelt. Die Software steht in 4 Versionen von einer frei verfügbaren Testversion bis hin zu einer netzwerkfähigen Professional-Version zur Verfügung und kann auf jedem MS Windows System installiert werden. Für einen Mehrbenutzerbetrieb ist auch der Einsatz einer zentralen Datenbank mit mehreren Arbeitsstationen möglich.
Das Forschungsprojekt BurnCase 3D wird aus öffentlichen Mitteln gefördert und wird an der RISC Software GmbH, Forschungsabteilung Medizin-Informatik, einer gemeinnützigen Forschungs- und Entwicklungsgesellschaft der Kepler-Universität entwickelt. Alle Einnahmen werden in das Projekt BurnCase 3D rückinvestiert. Das Projekt wird unterstützt durch Beiträge des Landes Oberösterreich und allen beteiligten Forschungspartnern.
Eine Weiterentwicklung ist die automatische bildverarbeitungsgestütze Erfassung BurnCam 3D.